# Perry County (Pennsylvania)
Perry County ist ein County im Bundesstaat Pennsylvania der Vereinigten Staaten. Bei der Volkszählung im Jahr 2020 hatte das County 45.842 Einwohner und eine Bevölkerungsdichte von 32 Einwohnern pro Quadratkilometer. Der Verwaltungssitz (County Seat) ist New Bloomfield.

## Geschichte
Perry County wurde am 22. März 1820 aus Cumberland County gebildet und nach Oliver Hazard Perry, dem Bruder von Matthew Perry, benannt.
19 Bauwerke und Stätten des Countys sind im National Register of Historic Places (NRHP) eingetragen (Stand 24. Juli 2018).

## Geographie
Das County hat eine Fläche von 1439 Quadratkilometern, wovon 6 Quadratkilometer Wasserfläche sind.
Großenteils ist das hügelige Gebiet noch dünn besiedelte Waldlandschaft. Die Grundstückskosten sind im Vergleich entsprechend gering, allerdings sind die Preise die schnellststeigenden Pennsylvanias.

## Städte und Ortschaften

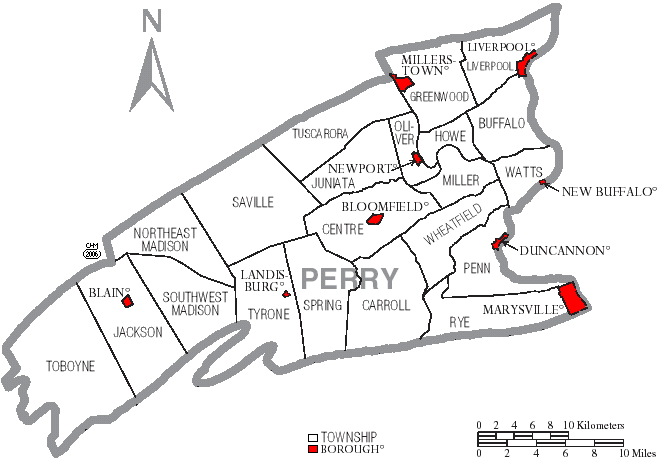
Karte des Perry Countys

| - Blain - Bloomfield - Buffalo Township - Carroll Township - Centre Township - Duncannon - Greenwood Township - Howe Township - Jackson Township - Juniata Township | - Landisburg - Liverpool Township - Liverpool - Marysville - Miller Township - Millerstown - New Buffalo - Newport - Northeast Madison Township - Oliver Township | - Penn Township - Rye Township - Saville Township - Southwest Madison Township - Spring Township - Toboyne Township - Tuscarora Township - Tyrone Township - Watts Township - Wheatfield Township |